# Brigida Bianchi
Brigida Bianchi (1613-1704) fue una actriz  conocida bajo el nombre de Aurelia Fedeli, abarca la mayor parte del siglo XVII, sus orígenes son una incógnita para los estudiosos de la historia de la música y el teatro.

## Biografía
Pertenecía a la compañía de actores italianos de los Fedeli. Llegó a Francia a principios del siglo XVII. Comienza su carrera musical entreteniendo a la corte francesa. En 1633 se casa con Augustin Romagnesi de Mantua, con el que tuvo un hijo ese mismo año, Marc´Antonio Romagnesi. Gracias a su destreza lingüística se sitúa al frente de la producción teatral en Italia y Francia. Sus actuaciones llegaron a emocionar al público.
A la muerte de su marido, en 1660, pide a su hijo que deje Mantua y se una a ella y a los demás actores italianos de París. Su hijo, Marc´Antonio Romagnesi, comenzó de inmediato a trabajar convirtiéndose en uno de los más activos comediantes italianos capaz de idear y componer una obra teatral a la semana, representando también papeles, como el de Cintio. Demostró su destreza también en la poesía y en el canto, destacando su obra Poesie liriche. El traslado a París ayudó a que madre e hijo tuvieran varias oportunidades para actuar juntos.
En 1683 se le concede la nacionalidad francesa por el rey Luis XIV, recibiendo desde entonces el nombre de Brigide Fidelle. Deja la escena a los setenta años.
La casa de Brigida Fedeli se encontraba cerca de la comunidad femenina donde vivía la cantante y compositora veneciana Antonia Bembo, lo que hace pensar que ambas se conocieron.

## Obra
Destaca su obra teatral L´inganno fortunato (El engaño afortunado), siendo su papel el de la enamorada Aurelia. Fue protagonista en obras como La Précieuse (De Pure).
Tras la pérdida de dos de sus relaciones más íntimas, su marido y Ana de Austria, publica I rifiuti di Pindo (La canalla de Pindo, en 1666), adoptando su nombre de escena Aurelia Fedeli. El libro se compone de nueve composiciones, la mayoría de poesía para ser tocada. 
El siguiente poema muestra el estilo amatorio de Fedeli, a cuyos versos heptasílabos puso música Bembo. Estos versos son conocidos con el nombre de Settenari:
| In amor ci vuol ardir Troppo timido mio cor, Scaccia ohmai, scaccia il timor Se tu brami di gioir.'' | Será audaz en el amor mi tímido corazón; deja ya, deja el temor, si tu anhelo es disfrutar. |

- Datos: Q5733977